# Ólafur Ragnar Grímsson

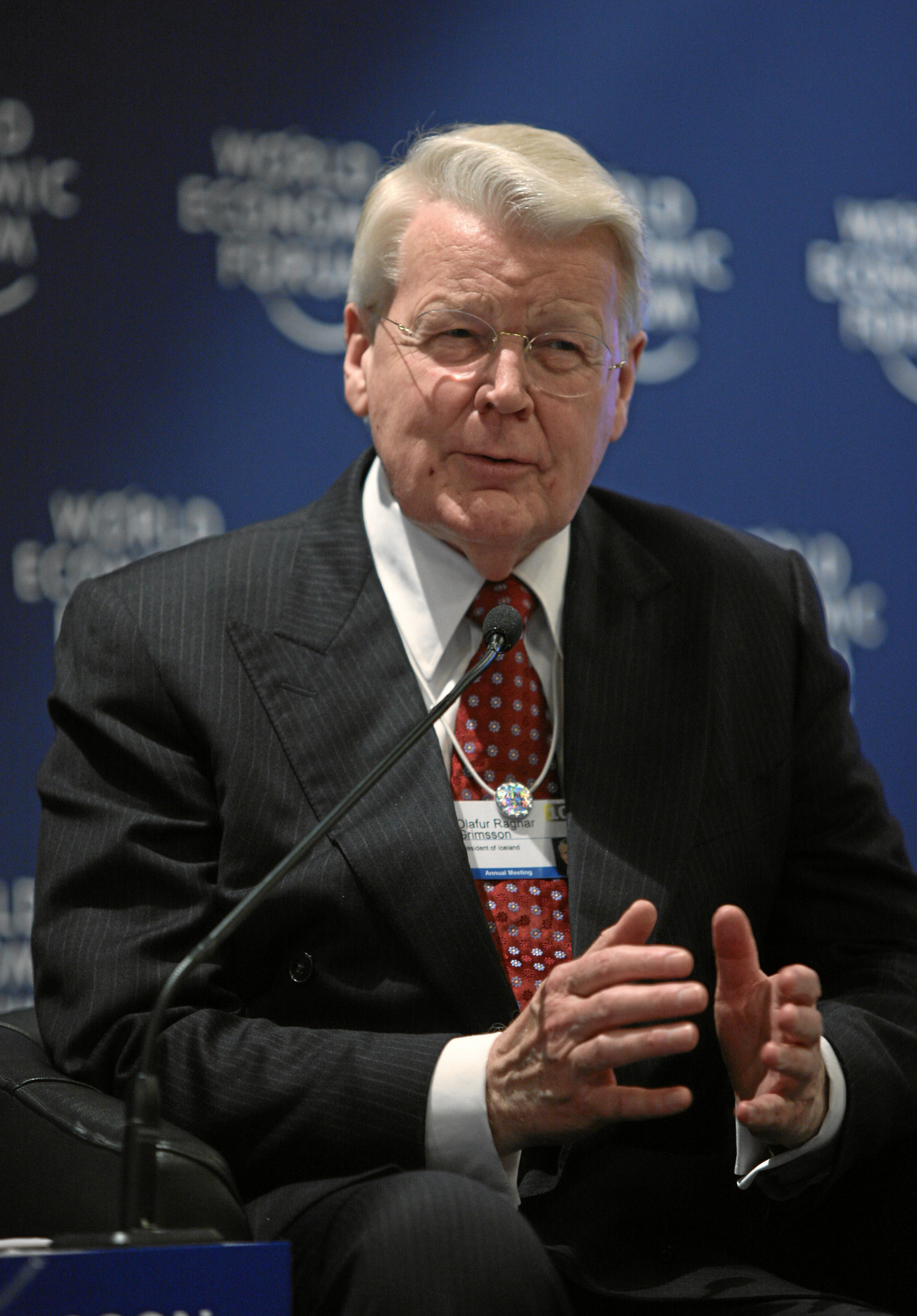
Ólafur Ragnar Grímsson während des WEFs 2010

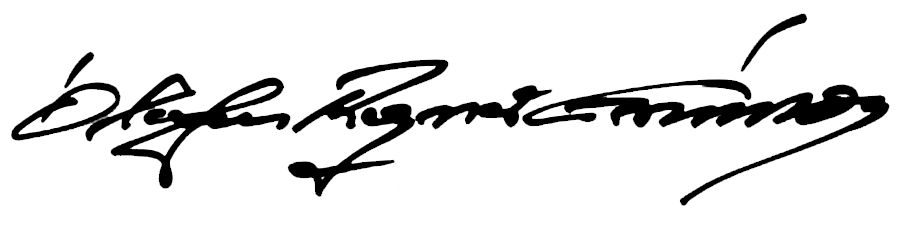
Unterschrift

Ólafur Ragnar Grímsson ['ouːlavʏr 'raknar 'krimsɔn] (* 14. Mai 1943 in Ísafjörður) ist ein isländischer Politiker. Er war von 1996 bis 2016 für fünf Amtsperioden der fünfte Präsident Islands.

## Privates und Beruf
Geboren wurde Ólafur Ragnar Grímsson als Sohn von Grímur Kristgeirsson und Svanhildur Ólafsdóttir Hjartar in Ísafjörður. Er studierte von 1962 bis 1970 Volkswirtschaftslehre und Politikwissenschaft an der Universität Manchester. Er trug maßgeblich dazu bei, dass das Fach Politikwissenschaft auch in Island eingeführt wurde, und war 18 Jahre lang Professor für Politikwissenschaft an der Universität Reykjavík.
Von 1983 bis 1985 war er Herausgeber der Zeitung Þjóðviljinn.
Seine erste Frau Guðrún Katrín Þorbergsdóttir heiratete er 1974, sie starb 1998 an Leukämie. Aus dieser Ehe stammen zwei Töchter. Seit dem 14. Mai 2003 ist Ólafur Ragnar Grímsson in zweiter Ehe mit der israelisch-britischstämmigen Dorrit Moussaieff verheiratet.

## Politik
Seine politischen Lehrjahre verbrachte er bei der liberalen Fortschrittspartei, wechselte dann zur Union der Liberalen und Linken (Samtök frjálslyndra og vinstri manna), für die er 1974 in das Althing gewählt wurde. 1978 gelang ihm die Wiederwahl, diesmal jedoch als Kandidat der linken Volksallianz, deren Fraktionschef er zwischen 1980 und 1983 war. Von 1987 bis 1995 positionierte er die Volksallianz als Vorsitzender in der Mitte des politischen Spektrums. Von 1988 bis 1991 war er Finanzminister im zweiten Kabinett von Steingrímur Hermannsson. Als Abgeordneter und Minister war Ólafur bereits wegen seiner scharfen und teilweise polemischen Diskussionsweise bekannt und umstritten.
1996 wurde Ólafur Ragnar Grímsson erstmals zum Präsidenten gewählt. Er folgte Vigdís Finnbogadóttir nach.
Ólafur Ragnar Grímsson weigerte sich am 2. Juni 2004 als erster isländischer Präsident, ein vom Althing verabschiedetes Gesetz zu unterzeichnen. Das bereits vorher sehr umstrittene Mediengesetz konnte so nicht in Kraft treten. Er hatte bereits angekündigt, das Amt des isländischen Präsidenten von seiner rein zeremoniellen Rolle zu befreien und es politischer zu gestalten, als dies bisher üblich war. Laut Meinungsumfragen befürworteten etwa 70 Prozent der Isländer dieses Vorgehen. Ólafurs Wiederwahl am 26. Juni 2004 fiel entsprechend deutlich aus: Er erhielt 85,6 Prozent der abgegebenen gültigen Stimmen. Allerdings gaben 20,6 Prozent der Wähler aus Protest leere Stimmzettel ab. Die Wahlbeteiligung lag bei 62,9 Prozent.
2008 erfolgte eine stille Wahl, weil kein Gegenkandidat angetreten war.
Im Februar 2009 sprach sich Ólafur gegen die Entschädigung deutscher Kunden der Kaupthing Bank aus. Er bezeichnete es als ungerecht, dass die isländische Bevölkerung die Lasten, die sich aus der Finanzkrise ergeben, allein tragen müsste. 2010 verweigerte Ólafur seine Unterschrift unter das sogenannte Icesave-Gesetz, das die Rückzahlung ausländischer Spareinlagen an das Vereinigte Königreich und die Niederlande gewährleisten sollte, nachdem sich in der Bevölkerung zahlreiche Proteste formiert hatten.
Im März 2012 kündigte Ólafur nach einer Unterstützungsaktion aus der Bevölkerung seine erneute Kandidatur an. In der Präsidentschaftswahl am 30. Juni 2012 erhielt er gut 52 Prozent der Stimmen. Er ist damit der erste Präsident in der Geschichte Islands, der eine fünfte Amtsperiode antreten konnte.
Anlässlich seiner Fernsehansprache zum 1. Januar 2016 kündigte er zunächst an, sich bei der Präsidentschaftswahl 2016 nicht mehr um ein weiteres Mandat als Präsident bewerben zu wollen. Am 18. April erklärte er, doch für eine sechste Amtszeit zur Verfügung zu stehen. Er wolle Island nach den Panama Papers (Rücktritt von Ministerpräsident Sigmundur Davíð Gunnlaugsson am 6. April 2016) Stabilität geben. Am 9. Mai zog er seine Kandidatur wieder zurück. Am Tag vor seinem definitiven Rückzug als Kandidat äußerte Ólafur Ragnar in einem Fernsehinterview, dass die Kandidaturen von Guðni Th. Jóhannesson und Davíð Oddsson die Ausgangslage verändert hätten. Sein Verzicht wird auch in Zusammenhang damit gebracht, dass zwischenzeitlich bekannt wurde, dass der Name seiner Ehefrau in den Panama Papers erscheint. Er hatte kurz zuvor in einem CNN-Interview Christiane Amanpours Frage, ob Verbindungen von ihm oder seiner Frau zu „Offshore-Konten“ gefunden werden würden, energisch verneint.